# Хроматы
Хроматы — соли хромовой кислоты H2CrO4. Устойчивы в нейтральной и щелочной среде, в кислой среде обратимо переходят в дихроматы — соли дихромовой кислоты H2Cr2O7.

## Получение
Хроматы получают путём сплавления CrO3 с основными оксидами:
{\displaystyle {\mathsf {CrO_{3}+ZnO\rightarrow ZnCrO_{4}}}}
Более распространено окисление соединений Cr3+ в щелочных растворах:
{\displaystyle {\mathsf {2KCrO_{2}+3H_{2}O_{2}+2KOH\rightarrow 2K_{2}CrO_{4}+4H_{2}O}}}
{\displaystyle {\mathsf {2K_{3}[Cr(OH)_{6}]+3Br_{2}+4KOH\rightarrow 2K_{2}CrO_{4}+6KBr+8H_{2}O}}}
При этом происходит переход зелёной окраски раствора (ион Cr3+) в жёлтую (ион CrO42−).

## Химические свойства
Хромат-ион при подкислении переходит в дихромат-ион (при этом окраска раствора становится оранжевой), в растворах существует равновесие между хромат- и дихромат-ионами:
{\displaystyle {\mathsf {2CrO_{4}^{2-}+2H^{+}\rightleftarrows 2HCrO_{4}^{-}\rightleftarrows Cr_{2}O_{7}^{2-}+H_{2}O}}}
Хроматы устойчивы в нейтральной и щелочной среде, а дихроматы — в кислой.
Большинство дихроматов имеет оранжево-красную окраску. Растворимость их, как правило, выше, чем соответствующих хроматов. Почти все дихроматы щелочных, щелочноземельных и тяжёлых металлов хорошо растворимы в воде, малорастворимы дихроматы таллия и серебра.
Дихроматы, как и хроматы, в кислой среде являются сильными окислителями за счёт восстановления Cr(VI) до Cr(III), например:
{\displaystyle {\mathsf {K_{2}Cr_{2}O_{7}+14HCl\rightarrow 2KCl+2CrCl_{3}+3Cl_{2}\uparrow +7H_{2}O}}}
При нагревании дихроматы малоустойчивы:
{\displaystyle {\mathsf {2K_{2}Cr_{2}O_{7}\rightarrow 4KCrO_{2}+3O_{2}}}}

## Применение
Хроматы применяют в качестве сильных окислителей, как красящие вещества. Также хроматы используются в качестве средства для мытья лабораторной посуды, так называемая «хромовая смесь». Хроматы калия и натрия применяют в качестве консервантов древесины, как протраву при хранении тканей. Нерастворимые хроматы некоторых металлов обладают яркими, насыщенными цветами, поэтому на их основе делают краски: жёлтые кроны (PbCrO4, ZnCrO4, SrCrO4), красный свинцово-молибденовый крон (PbCrO4 и MoCrO4), создающий гамму оттенков от розового до фиолетового SnCrO4.
Обладающая очень сильным окислительным действием смесь равных объёмов насыщенного на холоду раствора K2Cr2O7 и концентрированной H2SO4 (хромовая смесь) применяется в лабораториях для мытья химической посуды.

## Физиологическое действие
Все соединения шестивалентного хрома, в том числе хроматы и дихроматы, токсичны и канцерогенны.

## Примеры

### Хроматы
- Гидроксид-хромат меди(II)
- Хромат магния-дикалия
- Хромат неодима
- Хромат олова(IV)
- Хромат ртути(I)
- Хромат ртути(II)
- Циано(пентакарбонил)хромат натрия

### Дихроматы
- Дихромат меди(II)
- Дихромат ртути(II)
- Дихромат свинца(II)

### Оксохроматы
- Тетрапероксохромат калия